# ننکا اوگومویکه
ننکا اوگومویکه (انگلیسی: Nneka Ogwumike؛ زادهٔ ۲ ژوئیهٔ ۱۹۹۰) بازیکن بسکتبال اهل ایالات متحده آمریکا است.
از فیلم‌ها یا برنامه‌های تلویزیونی که وی در آن نقش داشته‌است می‌توان به هرجومرج فضایی ۲ اشاره کرد.
وی در مسابقات کشوری و بین‌المللی در مجموع برندهٔ ۴ مدال طلا شده‌است.